# Harrach Bekkay
Harrach Bekkay (4 septembre 1977 - 19 mai 2010), également connu sous les noms d'Abou Talha al-Almani et d'Al Hafidh Abou Talha al-Almani, est un islamiste d'origine marocaine et de nationalité allemande qui opérait dans la région frontalière entre l'Afghanistan et le Pakistan. Le Security Council Al-Qaida and Taliban Sanctions Committee des Nations unies le présentait comme un soutien d'Al-Qaïda, dont il était l'un des propagandistes.

## Biographie
Il naît le 4 septembre 1977 à Berkane au Maroc.
En 1981, sa famille déménage à Bonn, en Allemagne, où il obtient la nationalité allemande en 1997. De 2002 à 2004, il étudie la technologie laser et les mathématiques à Coblence. Cependant, il interrompt fréquemment ses études pour effectuer plusieurs voyages au Moyen-Orient, dont en Irak et en Syrie, où il est soupçonné d'avoir séjourné dans un centre de détention, selon le Sueddeutsche Zeitung. Il bascule dans l'extrémisme religieux dans des circonstances obscures, peut-être liées aux attentats du 11 septembre 2001, et attire sur lui l'attention des autorités allemandes.
En 2004, il abandonne ses études pour intégrer la Muhadshirin Mosque de Bonn où il se met à prêcher. Fin 2006, il fait la connaissance d'Alim Nasir, un allemand d'origine pakistanaise accusé de soutenir la nébuleuse terroriste Al-Qaïda. La rencontre entre les deux hommes aurait été provoquée par Omer Ozdemir, un allemand d'origine turque. Ce dernier est condamné en juillet 2010 à six ans de prison par le tribunal de Coblence pour « avoir fourni un soutien financier et logistique à la nébuleuse islamiste et participé à un entraînement dans des camps à la frontière afghano-pakistanaise ». Il lui est alors clairement reproché d'avoir, entre autres, participé à l'enrôlement d'Harrach Bekkay au sein du mouvement islamiste. 
En 2007, Harrach Bekkay, avec le soutien d'Alim Nasir, quitte l'Allemagne pour rejoindre un camp d'entraînement d'Al-Qaïda situé dans la région frontalière entre l'Afghanistan et le Pakistan, qu'il atteint par l'Iran. Sur place, il est notamment formé à la confection de bombes, jusqu'à devenir un expert dans ce domaine. Il s'occupe également de la planification d'attaques de haute envergure. Proche des Talibans du réseau Haqqani, il est aussi lié au Mouvement islamique d'Ouzbékistan. 
Au cours de l'année 2009, plusieurs vidéos à caractère propagandiste présentant Harrach Bekkay circulent sur des forums islamistes. En septembre 2009, il apparaît dans une vidéo d'une trentaine de minutes où il se montre à visage découvert, vêtu d'un costard et d'une cravate. S'exprimant en allemand, il profère des menaces contre Berlin liées à la présence militaire allemande en Afghanistan. Selon IntelCenter, société de surveillance de la propagande terroriste, Harrach Bekkay appelait notamment à un changement de gouvernement à quelques jours de la tenue des Élections fédérales allemandes de 2009, laissant planer la menace d'un ou plusieurs attentats sur le territoire dans le cas contraire. En octobre 2009, Washington inscrit Harrach Bekkay sur la liste des terroristes liés à Al-Qaïda. 

## Décès
Il est présumé mort au cours de l'attaque de la base aérienne de Bagram en Afghanistan, le 19 mai 2010. Son décès est confirmé dans un communiqué du Mouvement islamique d'Ouzbékistan publié en janvier 2011. 